# Luciano Potter
Luciano da Silva Lopes, mais conhecido como Luciano Potter (Sant'Ana do Livramento, 31 de março de 1979), é um jornalista, apresentador de televisão, radialista e humorista brasileiro. Foi um dos integrantes do Programa Y da Rede Atlântida, foi também apresentador do Patrola da RBS TV do Rio Grande do Sul. Atualmente é radialista e apresentador do programa Timeline da Rádio Gaúcha. Foi também um dos integrantes do programa Pretinho Básico da Rede Atlântida. Participa também do podcast "Era Uma Vez No Oeste" junto com o comunicador Marco Lazaroto "Magro" Lima e o jornalista Daniel Scola.